# Notre-Dame-d'Aliermont
Notre-Dame-d'Aliermont é uma comuna francesa na região administrativa da Normandia, no departamento de Sena Marítimo. Estende-se por uma área de 13,46 km². Em 2010 a comuna tinha 771 habitantes (densidade: 57,3 hab./km²).